# Consonant nasal
Una consonant nasal (o simplement nasal en l'àmbit de la fonètica) és aquella consonant o vocal nasalitzada (usualment per assimilació amb una consonant propera) que s'articula deixant escapar alhora l'aire pel nas i per la boca. Els sons nasals es troben entre els més freqüents en les llengües, especialment [m]. Sembla que d'idiomes que no tinguin aquests sons només n'hi ha un 2%. Quan un so es nasalitza, en la transcripció s'indica amb una titlla superior, com per exemple [ṽ], que seria el so [v] nasalitzat (usant els signes de l'AFI).
En català, són nasals els sons [m], [ɱ], [n], [ɲ] i [ŋ].